# (704) Интерамния
(704) Интерамния (лат. Interamnia) — один из крупнейших астероидов главного пояса размером 326 км, принадлежащий к редкому спектральному классу F. Интерамния входит в пятёрку самых крупных и массивных астероидов главного пояса, уступая по массе лишь Церере, Весте, Палладе и Гигее, она имеет массу составляющую 1,2 % массы всех астероидов между орбитами Марса и Юпитера, а именно 3,9⋅1019 кг.

## Открытие

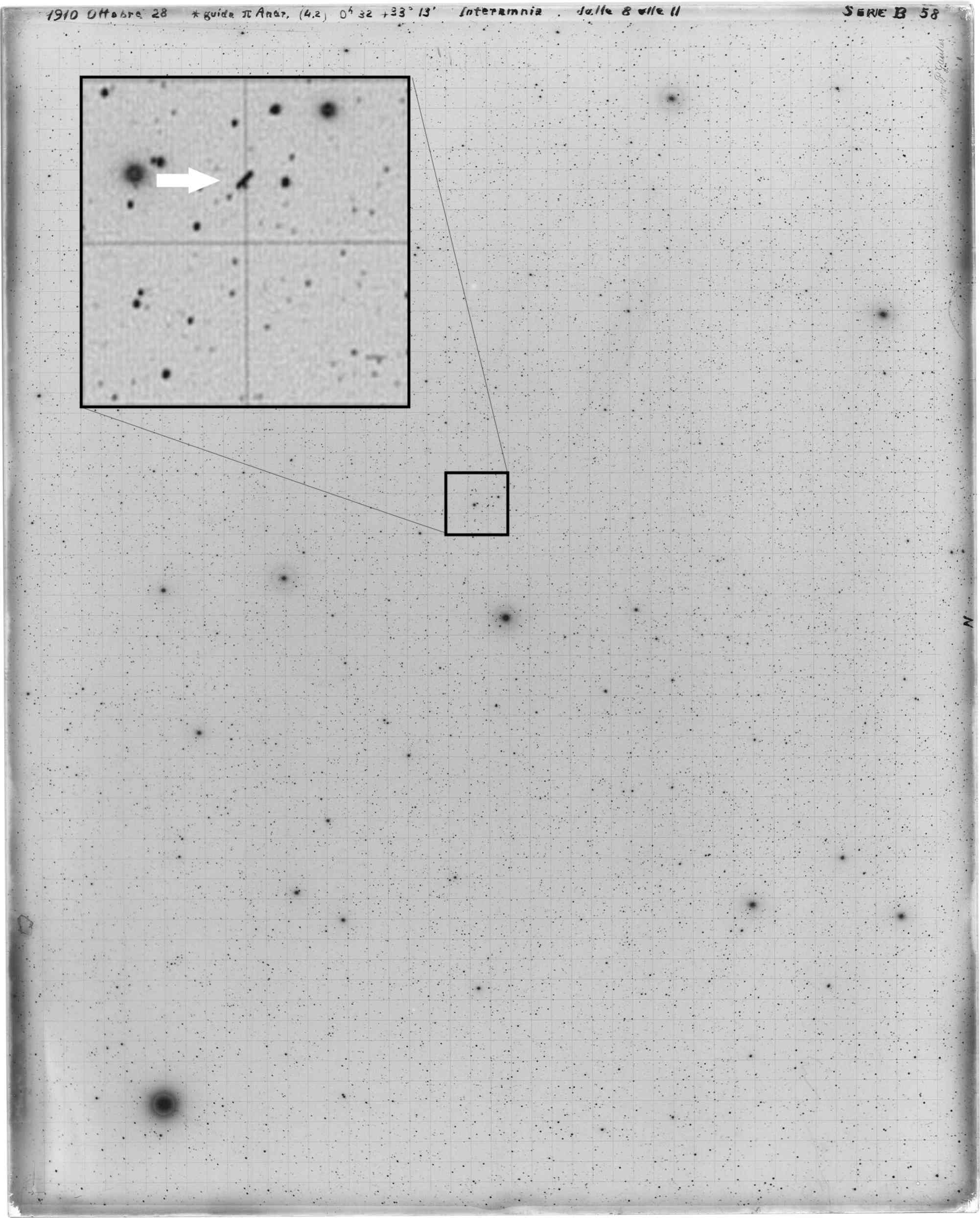
Одна из первых фотопластин астероида (октябрь 1910)

(704) Интерамния имеет очень малое альбедо поверхности, из-за чего, несмотря на свои значительные размеры, он был обнаружен лишь 2 октября 1910 года (спустя 110 лет после открытия первого астероида) итальянским астрономом и математиком Винченцо Черулли в обсерватории Коллурания и назван в честь города Терамо, где находилась обсерватория; Interamnia является древним латинским названием города (современное название происходит от него) и в переводе означает «междуречная».

## Орбитальные характеристики
Орбита Интерамнии отличается большим наклоном и эксцентриситетом, чем у Гигеи, но меньшим периодом обращения.

Орбита астероида Интерамния и его положение в Солнечной системе
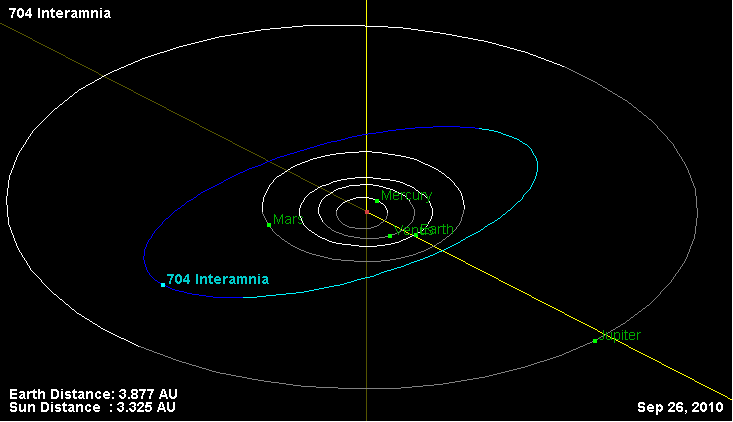
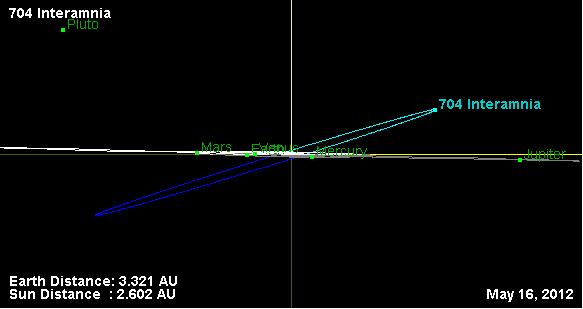

Другим отличием этого астероида является то, что его перигелий находится в противоположной стороне, по отношению к перигелиям астероидов «большой четвёрки» (Церера, Паллада, Веста, Гигея), так что в перигелии Интерамния оказывается ближе к Солнцу, чем Церера и Паллада. Впрочем столкновение с ними маловероятно, так как узлы их орбит расположены слишком далеко друг от друга.

## Физические характеристики

Анимация движения астероида (704) Интерамния в течение 3-х часов

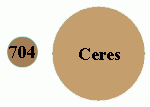
Сравнительные размеры астероида (704) Интерамния и карликовой планеты Цереры

Наблюдения Интерамнии спектрографом SPHERE, установленном на телескопе VLT, и наблюдения четырёх покрытий астероидом фоновых звёзд в 1996, 2003, 2007 и 2012 годах позволили установить, что астероид имеет форму трёхосного эллипсоида, его диаметр эквивалентной сферы составляет 332 ± 6 км (362 × 348 × 310 ± 8 км), период вращения равен 8,7123 часа, плотность равна 1,98 ± 0,68 г/см³.
Несмотря на свои внушительные размеры, Интерамния по прежнему остаётся очень малоизученным телом. Она принадлежит к астероидам редкого спектрального класса F (Cb-тип), но точный состав, а особенно внутреннее строение астероидов этого класса совершенно неизвестны. Японский инфракрасный спутник Akari выявил наличие на Интерамнии гидратированных минералов.
Из-за того, что не были сняты кривые блеска, точно неизвестна и форма этого астероида. Поверхность этого астероида может быть покрыта довольно толстым слоем реголита и мелкодисперсной пыли, образовавшейся под действием процессов космического выветривания, но внутреннее строение астероида предполагает наличие твёрдых непористых пород с относительно высокой плотностью и без малейших следов воды. Это также говорит о том, что Интерамния оказалось достаточно большой, чтобы выдержать все столкновения, происходившие во времена формирования Солнечной системы.
Тёмная поверхность и большое расстояние от Солнца делает астероид недоступным для наблюдения в простой бинокль. В среднем его видимая величина составляет не более +11 m, что меньше чем минимальная яркость Весты, Цереры и Паллады, но даже в перигелии его звёздная величина достигает значения лишь +9,9m, что на четыре единицы меньше, чем у Весты.
Наиболее благоприятным для изучения астероидов является покрытие ими ярких звёзд 6,6 m величины, одно из которых произошло 23 марта 2003 года. Именно во время этого события удалось установить примерные размеры и форму данного астероида.